# La soupière merveilleuse
La soupière merveilleuse è un cortometraggio del 1901 diretto da Ferdinand Zecca.

## Trama
Un clown rompe per quattro volte una zuppiera, ma tutte le volte si riappiccica a se stessa.